# Rusztam Mahmudkulovics Hudzsamov
Rusztam Mahmudkulovics Hudzsamov, ukránul: Рустам Махмудкулович Худжамов (Szkvira, 1982. október 5. –) ukrán válogatott krími tatár származású labdarúgó, kapus.

## Pályafutása

### Klubcsapatban
A Dinamo Kijiv korosztályos csapatában kezdte a labdarúgást. 1999-ben került az első csapat keretéhez, ahol tétmérkőzésen sohasem szerepelt. 2000 és 2004 között a Dinamo második, 2001 és 2005 között a harmadik csapatában is védett. 2005-ben kölcsönben az ungvári Zakarpattya játékosa volt. 2006 és 2008 között a Harkiv, 2008 és 2012 között a Sahtar Doneck labdarúgója volt. 2011-ben a Metalurh Doneck, 2012-ben az Illicsivec Mariupol csapatában volt kölcsönjátékos. Utóbbi csapat 2012 és 2014 között állandó játékosként is szerződtette. 2014 és 2016 között ismét a Sahtar játékos volt, de közben 2015-ben a Zorja Luhanszk és a Metaliszt Harkiv együttesében is kölcsönjátékos volt. 2016 és 2019 között a Mariupol kapusa volt és itt fejezte be az aktív labdarúgást. A Sahtar csapatával két bajnoki címet és egy ukránkupa-győzelmet ért el. Tagja volt a 2008–09-es idényben UEFA-kupa-győztes csapatnak.

### A válogatottban
2003-ban kétszer szerepelt az ukrán U21-es csapatban. Az ukrán válogatottban egy alkalommal szerepelt 2009. február 11-én Szerbia ellen, ahol 1–0-s ukrán győzelem született a Ciprusi Nemzetközi Torna döntőjében.

## Sikerei, díjai
Sahtar Doneck
- Ukrán bajnokság
  - bajnok (2): 2009–10, 2010–11
- Ukrán kupa
  - győztes: 2011
- Ukrán szuperkupa
  - győztes: 2008
- UEFA-kupa
  - győztes: 2008–09